# Trio (volk)

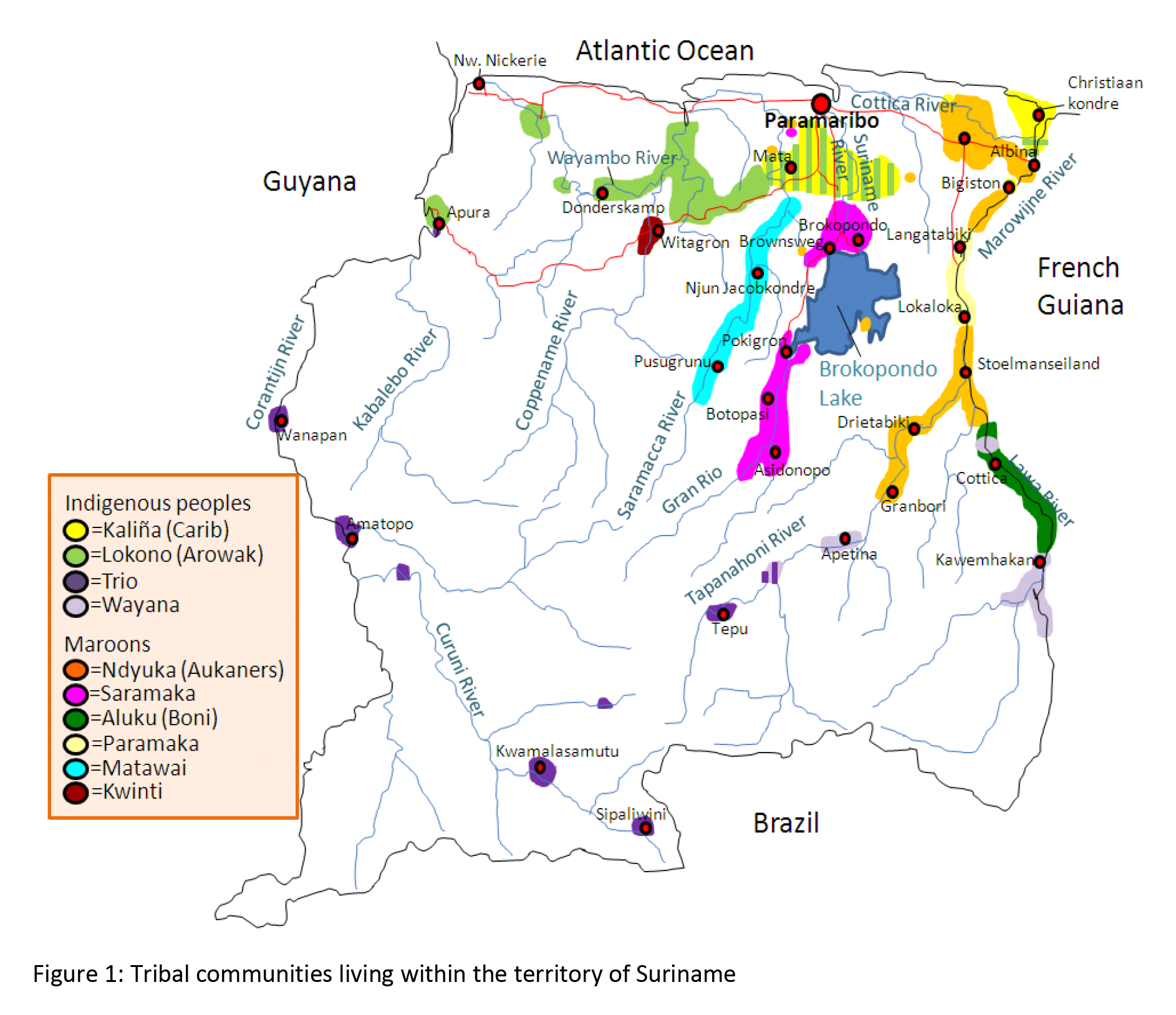
Spreiding van de inheemsen en marrons: Trio's in het donkerpaars

Trio, ook wel Tiriyó genoemd, in het Trio Tarëno (mensen van hier), is een inheems volk dat zichzelf meestal tarëno noemt, wat zoveel betekent als "mensen van hier". Ze zijn ongeveer met 2.000 (in 2005) en leven verspreid in een aantal grotere en kleinere dorpen in het grensgebied van Suriname en Brazilië. In het Tigri-gebied grenst hun leefgebied aan dat van de eveneens Caribische Waiwai. Ze hebben een eigen taal die ze eveneens Trio noemen. De taal behoort tot de Caribische taalfamilie.

## Dorpen van de Trio
Suriname (incomplete lijst)
- Kwamalasamoetoe
- Paloemeu (gedeeld grensdorp samen met Wayana)
- Pelelu Tepu
- Wanapan
- Alalapadoe
- Sipaliwinisavanne
- Coeroenie
- Amatopo
- Lucie
- Kasjoe-eiland
- Kampoe
- Peleloe Tepoe

Brazilië
- Westelijke Paru(rivier)
  - Tawainen (of Missão Tiriós)
  - Kaikui Tëpu (of Pedra da Onça)
  - Santo Antônio do Tauá
- Marapi(rivier)
  - Kuxaré
  - Yaawa
- Oostelijke Paru(rivier)
  - Mataware